# Mölnlycke
Mölnlycke ist eine Ortschaft (tätort) in der schwedischen Provinz Västra Götalands län und Hauptort der Gemeinde Härryda.
Der Ort liegt etwa zehn Kilometer südöstlich des Zentrums von Göteborg und hat Vorortcharakter. Große Teile der Bebauung bestehen aus Einfamilien- und Reihenhäusern. Trotz der dichten Bebauung gibt es auch viele Grünflächen, vorzugsweise an Seen. Durch das Zentrum von Mölnlycke fließt der Mölndalsån.
Kleinere Teile des Tätorts gehören zu den westlich beziehungsweise nordwestlich benachbarten Gemeinden Mölndal (131 Einwohner auf 20 Hektar) und Partille (125 Einwohner auf 19 Hektar, Stand 2015).

## Geschichte
Die Siedlung entstand aus Arbeiterwohnungen des Kleidungsherstellers Mölnlycke AB, der um 1850 gegründet wurde und sich heute auf Hygieneartikel und vor allem Produkte für die Chirurgie sowie die Wundbehandlung spezialisiert hat. Verantwortlicher Industrieller war der aus Sachsen eingewanderte Gustaf Ferdinand Henning (1786–1853). Textilien wurde noch bis etwa 1990 hergestellt, doch in vielen der ehemaligen Fabrikgebäude haben sich heute andere Firmen etabliert. Zum Ende des 19. Jahrhunderts entstanden in Mölnlycke viele Gärtnereien, die Blumen, Obst und Gemüse für das nahe Göteborg produzierten.
Das ursprüngliche Zentrum des Ortes lag in der Nähe des Bahnhofs und wurde im 20. Jahrhundert allmählich an seine heutige Lage verschoben. Zu Beginn des 21. Jahrhunderts entwickelte sich daraus ein stadtähnlicher Kern. 2003 wurde auch der Bahnhof verlegt, sodass er sich heute neben dem Busbahnhof befindet.

## Wirtschaft
Ihren Firmensitz in Mölnlycke haben unter anderem die Atlet AB, ein Hersteller von Flurförderfahrzeugen, sowie die Tubus System AB, die alte Ab- und Regenwasserrohre mit einem Reliningverfahren erneuert.

## Kultur

### Musik und Theater
Im Kulturhaus von Mölnlycke, das 1990 gebaut wurde, werden Konzerte und Gastspiele von Theatergruppen aufgeführt sowie Kinofilme gezeigt. Im Wendelsbergs-Theater erfolgen Vorführungen von Studenten der Wendelsberg-Volkshochschule.
Größere Bedeutung haben das Blasorchester und die Big Band des Ortes.

### Sport
In Mölnlycke gibt es Vereine für Fußball, Unihockey, Orientierungslaufen, Gymnastik und Pferdesport. Die Volkshochschule organisiert jedes Jahr einen Wettbewerb für sehbehinderte Sportler im Goalball.